# Аспленій північний
Аспленій північний, костянець північний, селезінник північний, занігтиця північна (Asplenium septentrionale (L.) Hoffm.) — трав'яниста рослина родини аспленієві (Aspleniaceae). Довге й тонке листя надає йому характерного зовнішнього вигляду, більше схожому на траву, ніж на папороть. Росте в скелястих, вапнякових і сонячних місцях.

## Опис
Це багаторічна рослина, яка нагадує сіро-зелену, заплутану масу вузьких листків з коричневими спорами і темних стебел, які, залежно від скель сягають довжини в кілька десятків сантиметрів. Кореневище покрите від чорного до темно-червонувато-бурого кольору лусочками. Стебла злегка рифлені, в основному зелені й голі, червонувато-коричневі нижче листової пластинки. Від темно-зеленого до сіро-зеленого кольору шкірясті листові пластинки до 20 см в довжину і всього кілька міліметрів в ширину і можуть виглядати злегка роздвоєними на кінці. Спори дозрівають з липня по жовтень.

## Поширення
Голарктичний петрофільний вид, диз'юнктивний ареал якого охоплює Європу, Кавказ, Середню Азію, Західний Сибір, Монголію, Гімалаї, Далекий Схід, Північну Америку.

## Вид в Україні
Поширення в Україні: Карпати, Крим, Степова (Придніпровська і Приазовська височини, Донецький кряж) і Лісостепова зони (Волинська і Придніпровська височини), Полісся (зрідка на Волинському і Житомирському Поліссі в місцях гранітних відслонень).

## Галерея

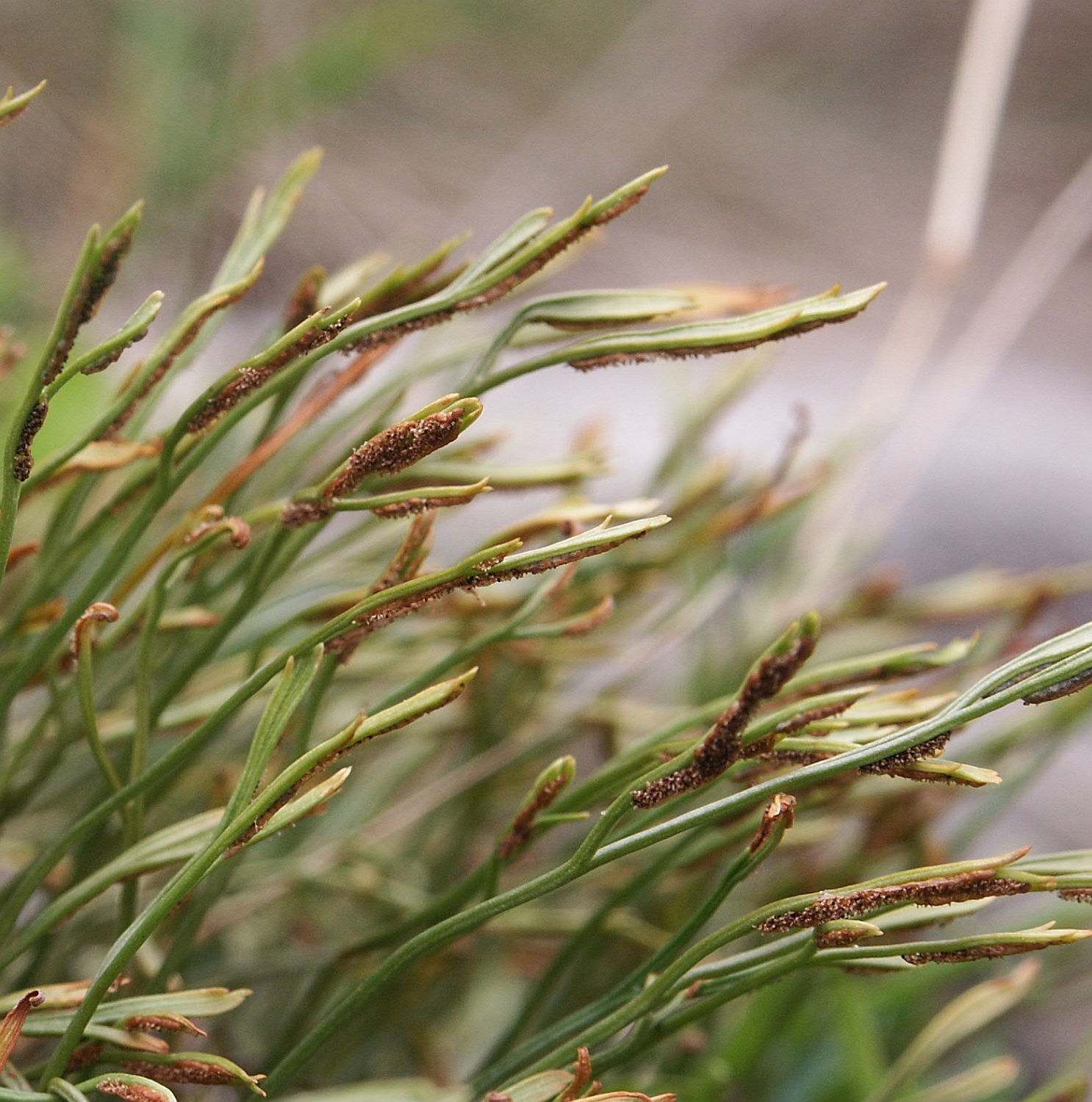
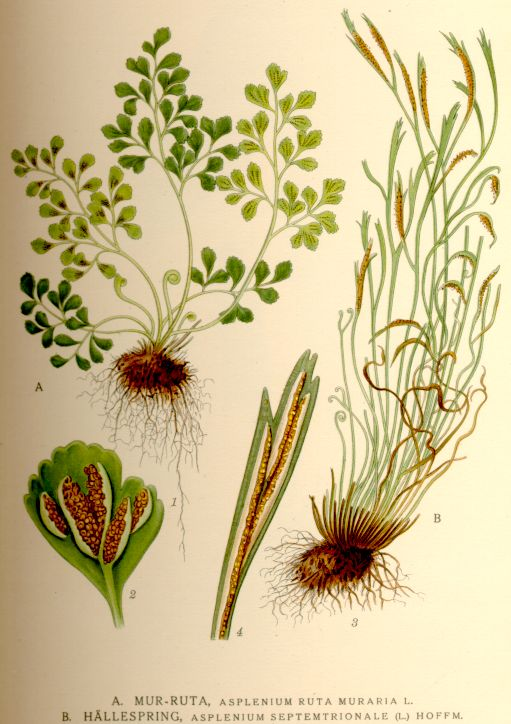